# Musaeb al-Momani
Musaeb Ibrahim Mohammad al-Momani (arabisch مصعب إبراهيم المؤمني, * 28. August 1986) ist ein jordanischer Kugelstoßer und Diskuswerfer.

## Sportliche Laufbahn
Erste internationale Erfahrungen sammelte Musaeb al-Momani bei den Jugendweltmeisterschaften 2003 in Sherbrooke, bei denen er mit 53,31 m in der Qualifikation ausschied. 2007 belegte er bei den Asienmeisterschaften in Amman mit 15,88 m den neunten Platz im Kugelstoßen und mit 53,94 m den siebten Platz mit dem Diskus. Anschließend wurde er bei den Panarabischen Spielen in Kairo mit 51,45 m Sechster. Zwei Jahre später gewann er bei den Militärweltspielen in Sofia mit 62,36 m die Silbermedaille im Diskuswurf. Zudem gelangte ihm mit der Kugel kein gültiger Versuch. Bei den Leichtathletik-Asienmeisterschaften 2011 in Kōbe wurde er mit 17,44 m und 54,49 m Sechster und Fünfter mit Kugel und Diskus. Anschließend gewann er Bronze mit dem Diskus und belegte Rang acht bei den Militärweltspielen in Rio de Janeiro. Bei den Arabischen Meisterschaften in al-Ain gewann er in beiden Bewerben die Bronzemedaille und wurde bei den Panarabischen Spielen in Doha mit 16,68 m Sechster mit der Kugel. Zudem gewann er mit einer Weite von 58,95 m die Bronzemedaille im Diskuswurf. Zwei Jahre später belegte er bei den Asienmeisterschaften in Pune mit 17,75 m den zwölften Platz im Kugelstoßen und wurde im Diskuswurf mit 60,21 m Fünfter. Damit qualifizierte er sich für die Weltmeisterschaften in Moskau, bei denen er mit 59,38 m in der Vorrunde ausschied.
2015 gelangte er bei den Militärweltspielen im südkoreanischen Mungyeong auf die Ränge acht und elf. 2017 gewann er mit 16,85 m die Bronzemedaille im Kugelstoßen bei den Arabischen Meisterschaften in Radès und wurde Vierter mit dem Diskus. Anfang September wurde er mit 15,81 m 16. bei den Asian Indoor & Martial Arts Games in Aşgabat. 2019 gewann er bei den Asienmeisterschaften in Doha mit 58,27 m die Bronzemedaille hinter der beiden Iranern Ehsan Hadadi und Behnam Shiri Jabilou. Zudem belegte er mit 16,00 m den 13. Platz im Kugelstoßen. Im Oktober belegte sie bei der Militärweltspielen in Wuhan mit 55,93 m den siebten Platz im Diskuswurf. 2022 belegte er bei den Islamic Solidarity Games in Konya mit 17,48 m den achten Platz im Kugelstoßen und gelangte im Diskuswurf mit 56,41 m auf Rang sieben. Im Jahr darauf belegte er bei den Westasienmeisterschaften in Doha mit 16,43 m den vierten Platz im Kugelstoßen und gewann mit dem Diskus mit 52,44 m die Bronzemedaille hinter dem Katari Moaaz Mohamed Ibrahim und Essa Mohamed al-Zenkawi aus Kuwait. Anschließend gewann er bei den Panarabischen Spielen in Algier mit 17,18 m die Bronzemedaille im Kugelstoßen hinter dem Ägypter Mostafa Amr Hassan und Abdelrahman Mahmoud aus Bahrain und wurde im Diskuswurf mit 54,80 m Fünfte. Im Oktober gelangte er bei den Asienspielen in Hangzhou mit 15,67 m auf den zwölften Platz im Kugelstoßen und belegte im Diskuswurf mit 54,79 m den siebten Platz.
In den Jahren 2010 und 2011 sowie 2018 wurde al-Momani jordanischer Meister im Kugelstoßen und im Diskuswurf.

## Persönliche Bestleistungen
- Kugelstoßen: 18,33 m, 12. Oktober 2012 in Amman (jordanischer Rekord)
  - Kugelstoßen (Halle): 15,81 m, 18. September 2017 in Aşgabat (jordanischer Rekord)
- Diskuswurf: 62,64 m, 11. Oktober 2012 in Amman (jordanischer Rekord)